# Тансыккужина, Тамара Михайловна
Тамара Михайловна Тансыккужина (баш. Тамара Михаил ҡыҙы Танһыҡҡужина; род. 11 декабря 1978, Набережные Челны, Татарская АССР) — российская шашистка, семикратная чемпионка мира, двукратная чемпионка Европы (2000, 2008) по международным шашкам. Международный гроссмейстер. Представитель игроков-женщин во Всемирной федерации шашек, председатель Исполкома федерации шашек Республики Башкортостан.
Воспитанница шахматно-шашечного клуба г. Набережные Челны (тренеры С. Овечкин и М. Белкина). Сейчас тренеры Ю. В. Черток и А. Р. Чижов.
Входила в Общественную палату Республики Башкортостан. 21.10.2021 г. избрана заместителем председателя Государственного Собрания-Курултая Республики Башкортостан. Член фракции Всероссийской политической партии «Единая Россия».

## Биография
Заниматься в шашечной секции при Доме пионеров начала с 8 лет. По разным причинам в течение первого года она сменила двух тренеров: кандидата в мастера спорта Е. Вавилина и мастера спорта Г. Охотницкого.
С. Овечкин (чемпион СССР по русским шашкам 1985 года) начал тренировать Тамару с 1988 года. В 1990 году пришёл первый крупный результат: в своем дебютном первенстве СССР по русским шашкам среди девушек заняла 5 место.
С 1990 года большую воспитательную роль в судьбе будущей чемпионки сыграла тренер М. Белкина. В 1991 году принято совместное с тренером решение о переходе на международные шашки. В 1993 году С. Овечкин переехал в Орёл, так и не увидев результатов. В 1994 году по приглашению тренера Чертока переехала в Ишимбай. В середине 1995 года выиграла первый серьёзный турнир — первенство России по международным шашкам среди девушек. В апреле 1996 выиграла чемпионат России среди женщин.
После спада вторым тренером стал с 1996-97 гг. В. И. Мильшин. 1997 год принес победы на первенствах мира среди девушек, как по международным, так и по русским шашкам. В 1998 году идет поиск «своей» игры, который сопровождается рядом провалов на ответственных стартах (чемпионат России среди женщин, 7 место). Следующий 1999 год — один из самых напряжённых. Абсолютная победа на чемпионате России (основная, быстрая и молниеносная программы), первое выступление на чемпионате мира среди женщин в основной программе (Якутск, 6 место) и по молниеносной игре (Нидерланды, 2 место). В 2000 году завоеван чемпионский титул в России и в Европе.
2001 год стал звездным в спортивной карьере Тамары Тансыккужиной — выиграла чемпионат мира и ей присвоено звание «международный гроссмейстер». С 2002 года живёт в Уфе.
Выступала за спортклуб Вооруженных Сил России (с 1996), ШВСМ РБ (с 1998), с 1999 — за профессиональный шашечный клуб «Башнефть».

### Образование
- Башкирская республиканская гимназия-интернат № 2 им. А.Валиди г. Ишимбая
- Стерлитамакский государственный педагогический институт (2001).
- БГУ (2009)

## Награды
- Орден Дружбы народов, май 2021 года, Глава Башкортостана Радий Фаритович Хабиров[5].
- Орден Салавата Юлаева, 1 октября 2001 года[6]
- Почётный знак «Выдающийся спортсмен Республики Башкортостан», 2001 год
- Диплом Олимпийского комитета России и Комитета Фэйр Плэй за благородство в спорте и поступок в духе Фэйр Плэй, 2006 год[7]

Наградить Дипломом ОКР и Комитета Фэйр Плэй за благородство в спорте и поступок в духе Фэйр Плэй:

Тамару Михайловну Тансыккужину, международного гроссмейстера, 3-кратную чемпионку мира по международным шашкам, г. Уфа, оказывающую моральную поддержку молодым соперницам в трудных турнирных ситуациях— http://olympic.ru/team/fair-play/documents/awards-fairplay-2006/

## Звания
Международный гроссмейстер (2001), международный мастер среди мужчин, гроссмейстер России (1998).

## Титулы
Семикратная чемпионка мира по международным шашкам (всего 7 мировых побед: 2001, 2002 (матч), 2004 (матч), 2007, 2011, 2019, 2020).
Чемпионка Европы (2000, 2008), России (1996, 1999—2000, 2002 (сопобедитель Гузель Георгиева), 2005, 2007). Серебряный призёр чемпионата России по классическим шашкам (2001). Чемпионка России (1999), серебряный призёр чемпионата мира (1999) по быстрой игре. Чемпионка России 1999 (сопобедитель Татьяна Тетерина), 2000, 2002—2007 (всего 8 раз), серебряный (2001) призёр чемпионата России по молниеносной игре.
Чемпионка мира (1997) и России (1995) среди девушек; чемпионка России среди молодёжи (2000) по международным шашкам; чемпионка мира (1997) среди девушек по русским шашкам.

## Результаты на чемпионатах мира и Европы
| Год  | Уровень | Место проведения      | Турнир/Матч                  | Счёт     | Место |
| ---- | ------- | --------------------- | ---------------------------- | -------- | ----- |
| 1999 | ЧМ      | Якутск                | турнир (Швейцарская система) | +3 =4 −2 | 6     |
| 2000 | ЧЕ      | Запорожье             | турнир (Швейцарская система) | +4 =4 −0 | 1     |
| 2001 | ЧМ      | Велп                  | турнир (Швейцарская система) | +5 =4 −0 | 1     |
| 2002 | ЧЕ      | Вильнюс               | турнир (Швейцарская система) | +4 =3 −2 | 5     |
| 2002 | ЧМ      | Рига / Уфа            | матч с Зоей Голубевой        | +2 −1    | 1     |
| 2003 | ЧМ      | Заутеланде            | турнир                       | +3 =8 −2 | 5     |
| 2004 | ЧЕ      | Млава                 | турнир (Швейцарская система) | +2 =7 −0 | 5     |
| 2004 | ЧМ      | Уфа                   | матч с Ольгой Камышлеевой    | +2 −1    | 1     |
| 2005 | ЧМ      | Латронико             | турнир                       | +3 =7 −1 | 6     |
| 2006 | ЧЕ      | Бовец                 | турнир (Швейцарская система) | +2 =7 −0 | 3     |
| 2007 | ЧМ      | Якутск                | турнир                       | +6 =9 −0 | 1     |
| 2008 | ЧЕ      | Таллин                | турнир (Швейцарская система) | +3 =6 −0 | 1     |
| 2008 | ЧМ      | Днепродзержинск / Уфа | матч с Дарьей Ткаченко       | +0 −3    | 2     |
| 2010 | ЧЕ      | Семпульно-Краеньске   | турнир (Швейцарская система) | +3 =6 −0 | 2     |
| 2010 | ЧМ      | Уфа                   | турнир                       | +0 =8 −2 | 5-6   |
| 2011 | ЧМ      | Ровно                 | турнир                       | +7 =5 −1 | 1     |
| 2013 | ЧМ      | Улан-Батор            | турнир                       | +6 =8 −1 | 3     |
| 2014 | ЧЕ      | Таллин                | турнир (Швейцарская система) | +4 =5 −0 | 2     |
| 2015 | ЧМ      | Зеренда               | матч с Зоей Голубевой        | +0 =4 -2 | 2     |
| 2015 | ЧМ      | Ухань                 | турнир                       | +5 =9 −1 | 5     |
| 2016 | ЧЕ      | Измир                 | турнир (Швейцарская система) | +2 =7 -0 | 6     |
| 2018 | ЧЕ      | Москва                | турнир (Швейцарская система) | +3 =6 -0 | 4     |
| 2019 | ЧМ      | Якутск                | турнир                       | +6 =8 −1 | 1     |
| 2020 | ЧМ      | Варшава               | матч с Натальей Садовской    | +1 =7 -1 | 1*    |
| 2021 | ЧМ      | Таллин                | турнир                       | +8 =6 −1 | 2     |

* Равенство в классическом формате, равенство в формате рапид, равенство в формате блиц. Преимущество на тай-брейке.